# Secrétariat d'État à la Culture (Espagne)
Le secrétariat d'État à la Culture d'Espagne (en espagnol : Secretaría de Estado de Cultura) est le secrétariat d'État chargé des personnels de l'administration centrale et déconcentrée.
Il relève du ministère de la Culture.

## Missions

### Fonctions
Le secrétariat d'État à la Culture est chargé de :
- promouvoir le livre, la bande-dessinée, la lecture et les lettres espagnoles ;
- promouvoir, protéger et diffuser les bibliothèques nationales ;
- promouvoir et garantir les droits culturels ;
- défendre et protéger la propriété intellectuelle ;
- la coopération culturelle avec les communautés autonomes ;
- promouvoir, protéger et diffuser le patrimoine historique espagnol et des musées nationaux ;
- promouvoir, protéger et diffuser les archives nationales ;
- coordonner les institutions publiques liées au ministère de la Culture et auxquelles sont inscrites des bibliothèques, musées ou collections de biens culturels ;
- promouvoir, protéger et diffuser la création artistique contemporaine et les arts visuels ;
- développer les équipements culturels.

### Organisation
Le secrétariat d’État s'organise de la manière suivante :
- Secrétariat d'État à la Culture (Secretaría de Estado de Cultura) ;
  - Direction générale du Livre, de la Bande-dessinée et de la Lecture ;
    - Sous-direction générale de la Promotion du livre, de la Lecture et des Lettres espagnoles ;
    - Sous-direction générale de la Coordination bibliothécaire ;

  - Direction générale des Droits culturels ;
    - Sous-direction générale de la Promotion et de l'Accès à la culture ;
    - Sous-direction générale de la Coopération culturelle avec les communautés autonomes ;
    - Sous-direction générale de la Propriété culturelle ;

  - Direction générale du Patrimoine culturel et des Beaux-arts ;
    - Sous-direction générale de la Gestion et de la Coordination des biens culturels ;
    - Sous-direction générale des Registres et de la Documentation du patrimoine historique ;
    - Sous-direction générale de l'Institut du patrimoine culturel de l'Espagne ;
    - Sous-direction générale des Musées nationaux ;
    - Sous-direction générale des Archives nationales ;
    - Sous-direction générale des Arts visuels et de la Création contemporaine.

## Titulaires
| Titulaire | Titulaire                      | Début      | Fin         | Parti   | Ministre de la Culture                             |
| --------- | ------------------------------ | ---------- | ----------- | ------- | -------------------------------------------------- |
|           | Gabriel Cañadas Nóuvilas       | 13/07/1977 | 30/04/1979  | UCD     | Pío Cabanillas Gallas Manuel Clavero               |
|           |                                |            |             |         |                                                    |
|           | Miguel Ángel Cortés Martín     | 11/05/1996 | 06/05/2000  | PP      | Esperanza Aguirre Mariano Rajoy Pilar del Castillo |
|           | Luis Alberto de Cuenca y Prado | 06/05/2000 | 20/04/2004  | Sans    | Pilar del Castillo                                 |
|           |                                |            |             |         |                                                    |
|           | José María Lassalle            | 24/12/2011 | 19/11/2016  | PP      | José Ignacio Wert Íñigo Méndez de Vigo             |
|           | Fernando Benzo Sáinz           | 19/11/2016 | 23/06/2018  | PP      | Íñigo Méndez de Vigo                               |
|           |                                |            |             |         |                                                    |
|           | Jordi Martí Grau               | 29/11/2023 | En fonction | CatComú | Ernest Urtasun                                     |